# BSZ Stiftung
Die BSZ Stiftung ist eine Stiftung im Kanton Schwyz in der Schweiz. Sie integriert Menschen mit einer Beeinträchtigung in Wirtschaft und Gesellschaft. Die Stiftung hat einen Leistungsauftrag vom Kanton und beschäftigt über 1000 Personen an mehreren Standorten. Sie bietet eigene Arbeits- und Ausbildungsplätze in verschiedenen Berufsfeldern sowie Wohnplätze an und begleitet Arbeitnehmer im ersten Arbeitsmarkt.

## Geschichte
Am 20. Mai 1974 ward die erste Werkstatt eingeweiht und mit vier Mitarbeitenden mit Beeinträchtigung in Betrieb genommen. 1979 erfolgte die Namensänderung in „Stiftung Behindertenbetriebe im Kanton Schwyz“. Die Abkürzung BSZ ist heute noch Namensgeberin der Stiftung, wird aber nicht mehr ausgeschrieben. 1980 bis 2002 folgten weitere Eröffnungen von Tages- und Produktionsstätten sowie Wohngruppen im  Kanton Schwyz. 1993 kam der Landwirtschaftsbetrieb Höchenen in Ingenbohl als Schenkung dazu, der seit 2013 mit dem Label Bio Suisse Knospe zertifiziert ist.

## Standorte

### Steinen
- Hauptsitz
- industrielle Fertigung
- Hauswirtschaft
- Integrationsmassnahmen

### Brunnen
- Betreutes Wohnen, Aussenwohngruppen
- Tagesstrukturangebote
- Gastronomie

### Ingenbohl
- Betreutes Wohnen
- Tagesstrukturangebote
- Landwirtschaft

### Seewen
- Betreutes Wohnen, Aussenwohngruppen
- Tagesstrukturangebote
- Hauswirtschaft

### Einsiedeln
- Betreutes Wohnen, Aussenwohngruppen
- Tagesstrukturangebote
- Fertigung
- Hauswirtschaft

### Schübelbach
- industrielle Fertigung
- Logistik
- Hauswirtschaft

## Finanzierung
Die BSZ Stiftung wird nach betriebswirtschaftlichen Kriterien geführt. Sie finanziert sich einerseits aus dem Ertrag der Produkte und Dienstleistungen. Andererseits erhält die BSZ Stiftung vom Kanton Schwyz aufgrund einer Leistungsvereinbarung Betriebsbeiträge für behinderungsbedingte Mehrkosten. Institutionen und Privatpersonen unterstützen Projekte mit Spenden und Legaten.